# ウィリアム・スタージャン
ウィリアム・スタージャン（William Sturgeon、1783年5月22日 - 1850年12月4日）は、イギリスの物理学者で、最初の電磁石とイギリス初の実用的電動機を作った発明家である。

## 生涯
1783年、イングランドのランカシャーのホイッティングトンで生まれる。その後、靴屋に徒弟にされる。1802年に軍隊に加わり、独学で数学と物理学を学ぶ。1824年、サリー州のアディスクームにあった東インド会社カレッジで科学の講師になり、翌年には最初の電磁石を公開している。7オンス(≒198.4g)の鉄の塊に導線を巻きつけ、それに電池からの電流を流して電磁石とし、9ポンド(≒4.08kg)の鉄の塊を持ち上げるという実験で電磁石の威力を示した。1828年にアンドレ・マリー・アンペールのソレノイドの考えを実行した。
1832年、ロンドンの Adelaide Gallery of Practical Science（実用科学のアデレード・ギャラリー）の講義スタッフに任命され、そこで整流子を使った直流電動機の実験を行った。1836年、Annals of Electricity という学会誌を創設し、同年検流計を発明した。
スタージャンはジョン・ピーター・ガシオットとチャールズ・ヴィンセント・ウォーカーと親しく、この3人で1837年にロンドン電気学会を創設した。
1840年、マンチェスターの Royal Victoria Gallery of Practical Science（実用科学の王立ビクトリア・ギャラリー、博物館と学校を兼ねた施設）の監督者になった。ジョン・デイヴィス (en) やその生徒だったジェームズ・プレスコット・ジュールと親しくなり、一種のサークルを結成。そこにさらにエドワード・ウィリアム・ビニーやジョン・リーが加わっている。ギャラリーは1842年に閉鎖となり、その後は講演や公開実験で生計を立てた。1850年、プレストウィッチにて永眠。